# Masque
Masque — тринадцатый студийный альбом рок-группы Manfred Mann’s Earth Band, выпущенный 16 октября 1987 года лейблом «Virgin Records». Это последний альбом группы, записанный в 1980-е, в его создании участвовало всего трое постоянных членов группы (основатели и постоянные участники группы Манфред Манн и Мик Роджерс, а также присоединившийся к группе в начале 1980-х ударник Джон Лингвуд), а также большое количество приглашённых музыкантов.
Переиздан в 1999 году с добавлением четырёх бонус-треков.

## Об альбоме
| Оценки критиков               | Оценки критиков |
| Источник                      | Оценка          |
| ----------------------------- | --------------- |
| AllMusic                      | [ 1 ]           |
| Encyclopedia of Popular Music | [ 2 ]           |

Masque не завоевал большой популярности и занял лишь #44 в чартах Германии. Однако в своей ретроспективной рецензии музыкальный критик Брюс Эдер дал ему высокую оценку и охарактеризовал следующим образомː
... странная и красивая (и странно красивая) смесь джаза, рока, классики и поп-звучания, основанная на композициях от Пола Уэллера до Густава Холста. Самое легкое воплощение космического рока, Masque объединяет элементы поп-музыки 40-х (и даже свинга биг-бэндов), синти-попа, поп/рока 70-х и классики в довольно красивое целое, которое столь же соблазнительно, сколь и ослепительно. <...> Весь альбом обязателен к прослушиванию для любого, кто когда-либо был поклонником творчества Манна или даже музыки Густава Холста — даже его ремейк «Joybringer» (адаптация «Юпитера» из сюиты «Планеты»), который ранее был записан другой версией Earth Band, отчетливо свеж и поразительно красив, настолько, что его выбрали для открытия альбома, что весьма впечатляет для переделанной композиции.

## Список композиций
1. «Joybringer (from Jupiter)» (Gustav Holst, Manfred Mann, Mick Rogers, Chris Slade) — 2:28
2. «Sister Billy’s Bounce (including „Sister Sadie“ & „Billy’s Bounce“)» (Horace Silver, Charlie Parker, Maggie Ryder, Mann) — 2:16
3. «What You Give Is What You Get (Start)» (Paul Weller) — 2:34
4. «Telegram To Monica» (Denny Newman) — 5:37
5. «Billy’s Orno Bounce (including „Billy’s Bounce“)» (Parker, Ryder, Mann) — 3:13
6. «A Couple of Mates (from Mars & Jupiter)» (Mann) — 3:20
7. «Neptune (Icebringer)» (Mann, Rogers, John Lingwood) — 1:08
8. «Rivers Run Dry» (Rogers) — 3:04
9. «Hymn (from Jupiter)» (Mann, Rogers, Lingwood) — 3:58
10. «We’re Going Wrong» (Jack Bruce, Pete Brown) — 4:00
11. «Planets Schmanets» (Mann) — 2:40
12. «Geronimo’s Cadillac» (Michael Martin Murphey, Charles John Quarto) — 4:43

Бонус-треки издания 1999
1. «Telegram To Monica» (alternate version) (Newman) — 3:12
2. «Joybringer» (extended version) (Holst, Mann, Rogers, Slade) — 3:20
3. «Geronimo’s Cadillac» (7" single version) (Murphy, Quarto) — 2:58
4. «Geronimo’s Cadillac» (12" single version) (Murphy, Quarto) — 5:32

The CD uses the spelling «Billy’s» on tracks 2 and 5, instead of «Billies» used on the vinyl version. The original Charlie Parker composition uses «Billie’s».

## Участники записи
- Манфред Манн — клавишные инструменты, трубатон
- Мик Роджерс — гитара, вокал
- Джон Лингвуд — ударные, перкуссия

Приглашённые музыканты
- Maggie Ryder — вокал
- Denny Newman — вокал, басс на «Telegram to Monica»
- Frank Mead — саксофоны
- Anthony Moore — программирование «What You Give Is What You Get»
- Byron Bird — труба на «Billies Bounce»
- Guy Barker — труба на «Billies Bounce»
- Mark Feltham — гармоника
- Durban Betancourt — басс
- Andy Pask — басс
- Linda Taylor — вокал
- Tommy Willis — гитара
- Chris Batchelor — труба
- Ian Porter — emulator toggling